# 서명선
서명선(徐命善, 1728년~1791년)은 조선의 문신 겸 정치인 및 시인이다.

## 본관과 별칭
본관은 대구이며 자(字)는 계중(繼仲)이고 아호(雅號)는 귀천(歸泉)·동원(桐源)이며 시호(諡號)는 충헌(忠憲)·충문(忠文)이다.

## 생애
서명응(徐命膺)의 아우이기도 한 그는 경상도 달성군에서 출생하였고 지난날 한때 경상도 대구에서 잠시 유아기를 보낸 적이 있으며 그 후 한성부에서 성장하였고 영조 때인 1753년 생원시에 합격한 그는 1763년 증광문과에 을과 급제하였다. 이후 성균관 겸사서, 부교리, 교리, 지평, 수찬, 헌납 등을 거쳐 홍문관 부교리, 사간, 응교 등을 지냈다.
영조 후반기 동부승지로 당상관에 오르고 평안도 의주 부윤으로 나갔다가 이후 강원도 관찰사와 이조참의를 거쳐 대사성, 대사헌, 이조참판, 도승지 등을 지낸다. 이어 강원도 관찰사 등을 거쳐 홍문관 부제학(副提學)에 오르고 1774년 이조 참판 때, 세손(世孫: 正祖)의 대리청정을 반대하던 재상 홍인한(洪麟漢)을 탄핵, 파직시키고 훗날 1776년 정조를 즉위하게 했다.
일찍이 젊은 시절에 김종수, 심환지 등과 함께 동문 수학을 하기도 한 그는 이후 영조 치세 말기 예조판서, 도총관, 병조판서, 수어사, 이조판서를 지내며 세손(뒷날의 정조)을 지켜서 정조의 신임을 얻는다.
정조 때 이조판서, 금위대장, 약방제조, 예문관제학, 공조판서, 예조판서, 의정부우참찬, 수어사, 판돈녕부사를 했다.
정조 때 호위대장을 하기도 했으며 당시 우의정으로 정조를 보호했다.
정조 때 우의정, 좌의정, 영의정을 지내고 좌의정과 영의정을 또 한 차례 지냈다. 그리고 나중에 판중추부사와 영중추부사로 물러난다.
영의정과 중추부영사를 지낸 그는 영조 임금 때와 정조 임금 때의 원로대신 가운데 한 사람이며 시인으로도 활약하였다.

## 같이 보기
- 김종수
- 심환지